# Ulvika
Ulvika est une localité du comté de Nordland, en Norvège.

## Géographie
Administrativement, Ulvika fait partie de la kommune de Tysfjord.